# Greater London Authority
Greater London Authority (GLA) er den lokale offentlige myndighed som administrerer Greater London. GLA blev oprettet 3. juli 2000 og består af en valgt borgmester og London Assembly ("Londonforsamlingen") med 25 medlemmer. Ken Livingstone blev valgt som GLAs første borgmester. Nuværende borgmester (2018) er Sadiq Khan.
GLA erstatter til en vis grad Rådet for Greater London, som blev afskaffet af statsminister Margaret Thatcher i 1986. GLA blev etableret for at koordinere Greater Londons bydele, og borgmesterens rolle er at give London et fælles ansigt udad. Borgmesteren lægger forslag frem til politik og myndighedens budget, og udnævner ledere til byens transport- og udviklingsetater. Londonforsamlingen fører tilsyn med borgmesterens virksomhed og må godkende, og eventuelt ændre, budgettet.
Selv om GLA har mindre magt end det tidligere Råd for Greater London, har det også fået nogen fuldmagter som det tidligere Råd ikke havde, som at udnævne medlemmer af styret for Scotland Yard.
GLA's ansvarsområder er:
- Transport
- Politi
- Brand og beredskab
- Økonomisk udvikling
- Planlægning
- Kultur
- Miljø
- Helse